# Giuseppe Antonio Ghedini

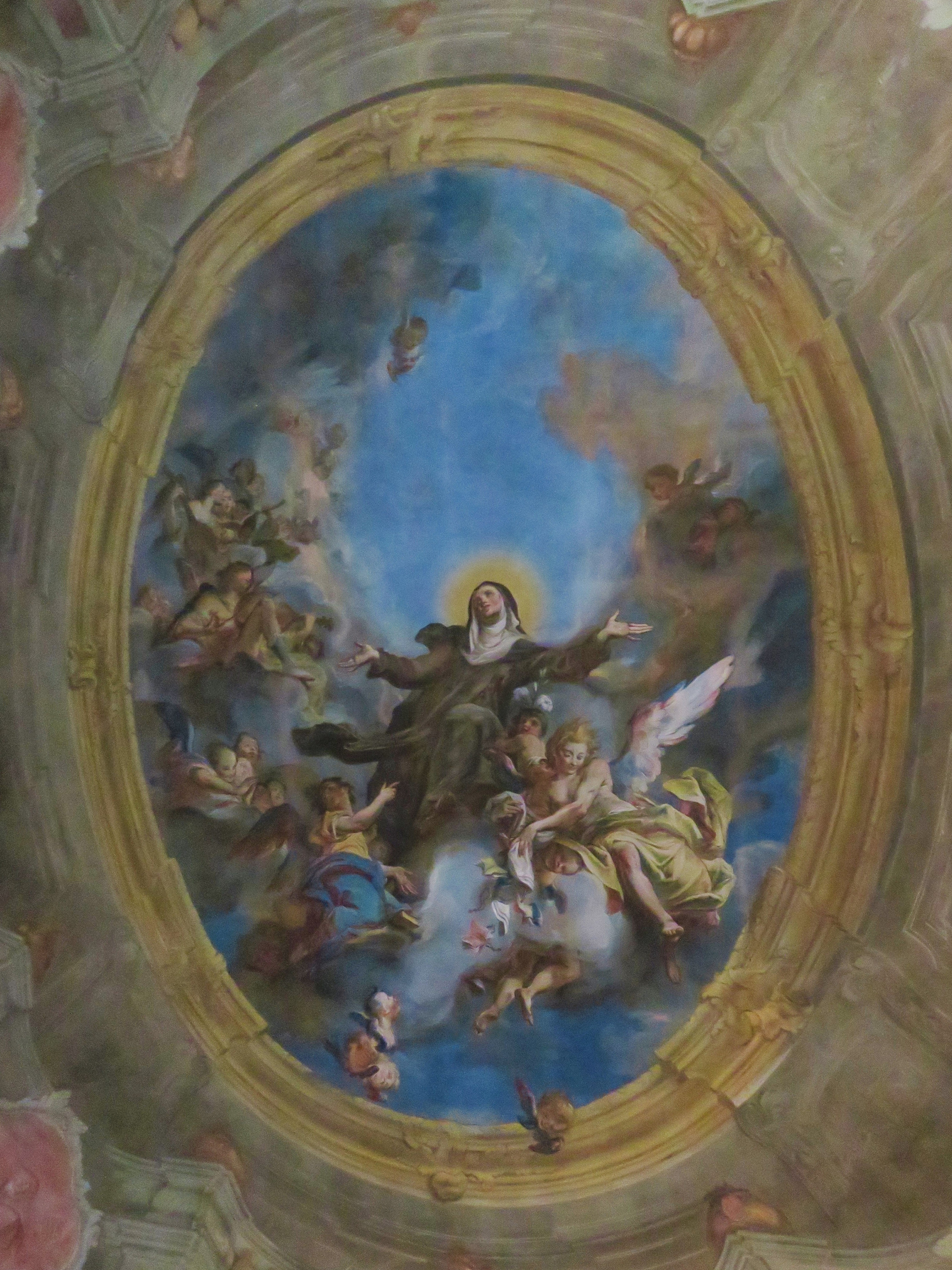
Affresco "La gloria di Santa Caterina Vegri" sulla volta della navata della chiesa del monastero del Corpus Domini, opera di Giuseppe Antonio Ghedini.

Giuseppe Antonio Ghedini (Ficarolo, 1707 – Ferrara, 5 giugno 1791) è stato un pittore e architetto italiano.

## Biografia
Nacque a Ficarolo nel 1707 quando il piccolo centro, a nord del Po, apparteneva ancora ai territori di Ferrara e solo in seguito, col congresso di Vienna del 1815, entrò a far parte della provincia di Rovigo. Apprese le basi della pittura con Giacomo Parolini e approfondì la sua preparazione a Venezia. Iniziò ad ottenere una certa fama con le sue prime opere, si trasferì a Bologna e infine si stabilì a Ferrara, dove visse continuando a lavorare sia con opere a carattere sacro sia con ritratti. Morì nel 1791 e venne sepolto nella chiesa di San Francesco.

## Opere
Dipinse per il duomo di Mirandola e lavorò ad un ciclo di dipinti sui Misteri del Rosario nella chiesa di San Materno a Melara. 
Oltre agli affreschi che decorano il transetto nella chiesa di Santa Maria in Vado, realizzati con la collaborazione di pittori quadraturisti ferraresi, dipinse due dipinti di grandi dimensioni Il Sacrificio di Meldichisedec e Il mendico cacciato dal convitto di nozze situati nella cappella del Sacramento. 
Sempre suo è l'affresco La gloria di Santa Caterina Vegri sulla volta della navata della chiesa del monastero del Corpus Domini, a Ferrara.
Dipinse molti ritratti, tra questi quello di Girolamo Baruffaldi, di Ferrante Borsetti e di papa Benedetto XIV.